# Rawa Bangun (Xiv Koto)
Rawa Bangun is een bestuurslaag in het regentschap Muko-Muko van de provincie Bengkulu, Indonesië. Rawa Bangun telt 905 inwoners (volkstelling 2010).